# Степановка (Уфа)
Степановка (Вишнёвый Холм) — упразднённая в 1957 году деревня Уфимского района Башкирской АССР РСФСР, вошедшая в состав города Уфы. Ныне территория Орджоникидзевского района Уфы (ул. Чекмагушевская).
Волостной центр Степановской волости (до 1930), административный центр Степановского сельсовета.

## Топоним
Была известна также под названием Вишнёвый Холм.
Упоминается на карте Стрельбицкого, переизданных и дополненных в 1919—1921 годах как Степанова

## География
Стояла на реке Шугуровка.
Список населённых мест Российской империи по сведениям 1859—1873 годов:
Степановка (Вишневый Холм), деревня при рч. Шугуровке.
Расстояние от уездного города — 18 вёрст, расстояние от становой квартиры 26.
Список населённых мест Уфимской губернии 1905 года: Степановка (Вишневый Холм), Богородская волость, деревня на рч. Шугуровке. Расстояние от уездного города — 20 вёрст, расстояние от волостного центра 10

## История
Известна с 1811 года.
Основана помещичьими крестьянами уфимского дворянина А. А. Степанова на территории Уфимского уезда.

## Население
В 1811 — 57 душ мужского пола; 1865—233 человека (из них 115 мужчин, 118 женщин); 1906—367 (из них 183 мужчины, 184 женщины_; 1920—528; 1939—918.

## Инфраструктура
Личное подсобное хозяйство с зоной сельскохозяйственного использования, индивидуальная застройка. В 1865 году 45 дворов, в 1905 году — 71.
Жители занимались земледелием.
Была водяная мельница.
В 1906 зафиксирован хлебозапасный магазин.
Ныне на территории исторической деревни СНТ.

## Транспорт
Деревня стояла на почтовом тракте (Список населённых мест Уфимской губернии 1905 года), автодороге
Название деревни сохранилось в названии остановки общественного транспорта «Степановка».